# Сак Юрій Михайлович
Сак Юрій Михайлович (1917, с. Брід, Закарпатська область —1998, Ужгород, Закарпатська область) — український вчений, доктор філологічних наук, професор, знавець класичних мов.

## Життєпис
Народився 7 квітня 1917 року у бідній селянській родині в с. Брід на Іршавщині, Закарпатська область. Рано втратив батька, але завдяки своїм здібностям зумів закінчити школу в рідному селі, а згодом і Ужгородську гімназію. У 1936 р. поступив на філософський факультет Карлового університету в Празі, Чехословаччина. Університетську освіту завершив у Дебреценському університеті, Угорщина, де здобув спеціальність викладача класичної філології.
З 1946 р. протягом більш як пів століття займався науковою та педагогічною діяльністю в Ужгородському державному університеті, викладаючи латинську і давньогрецьку мови, вступ до романського мовознавства та інші дисципліни. Працював на факультеті іноземної філології УжНУ, на кафедрі класичної та румунської філології.
Юрій Михайлович Сак є автором понад 150 наукових праць, із яких 44 опубліковано в українських та зарубіжних виданнях. Під його керівництвом було здійснено переклад з латинської на українську мову шеститомної праці Михайла Лучкая «Історія Карпатських русинів» та «Граматика слов'яно-руська». Велика заслуга Юрія Михайловича у дослідженні діяльності Михайла Лучка. Він ознайомив читачів зі здобутками цього великого священика-вченого в історії Закарпаття і цим здобуткам дав кваліфіковану оцінку, визначив роль і місце в науковому та культурно-освітньому житті краю того часу.
Широке визнання одержала праця автора «Інкунабули бібліотеки Ужгородського державного університету», яка була зафіксована у бібліоколекторі Оксфордського університету в Англії.
З 1993 року викладав латинську мову в Ужгородській греко-католицькій богословській академії імені блаженного Теодора Ромжі.

## Родина
- Син Сак Михайло Юрійович.
- Син Сак Олександр Юрійович.
- Онучка Омбоді Ольга Михайлівна.
- Онук Сак Юрій Олександрович.
- Онучка Бариська Яна, кандидат юридичних наук, доцент УжНУ.

## Вшанування пам'яті
- З нагоди сторіччя від дня народження діяча 7 квітня 2017 року на фасаді будинку, що на вулиці Капітульній, 19 в Ужгороді, де Юрій Сак жив і працював із 1945 року й до останніх днів, було встановлено меморіальну дошку[2]. Автор меморіальної дошки, скульптор, заслужений художник України Богдан Корж.

- Вийшла друком стаття до 100-річчя вченого, присвячена його пам'яті в обласній газеті «Новини Закарпаття», в університетському часописі «Погляд», у факультетському збірнику наукових досліджень та на сайті Медіацентру УжНУ.

- До 90-річчя від дня народження науковця вийшов друком бібліографічний покажчик його праць[3].